# Saison 2 d'American Dad!
Chronologie
Saison 1 Saison 3
La deuxième saison d'American Dad! a été diffusée pour la première fois aux États-Unis par la Fox entre le 11 septembre 2005 et le 14 mai 2006. Les épisodes de cette saison appartiennent initialement à la première saison, mais aux États-Unis, l'ordre a été modifié par la suite.

En France, elle a été diffusée pour la première fois à la télévision sur Canal+.

## Épisodes
| № | #  | Titre | Réalisation     | Scénario                      | Première diffusion | Code de prod. | Audience |
| --- | -- | --- | --------------- | ----------------------------- | ------------------ | ------------- | -------- |
| 8 | 1  | Bullock contre Stan Bullocks to Stan                                                                          | Brent Woods     | Alison McDonald               | 11 septembre 2005  | 1AJN09        | 7,83     |
| Stan fait tout son possible pour obtenir une promotion. Quand il se rend compte que sa fille Hayley couche avec son supérieur, Stan y voit une occasion. Mais Francine ne voit pas ça de cet œil...                                                         |    | |                 |                               |                    |               |          |
| 9 | 2  | Jeu de mains (Stan se prend en main) A Smith in the Hand                                                      | Pam Cooke       | David Hemingson               | 18 septembre 2005  | 1AJN10        | 8,60     |
| Steve se pose des questions sur la sexualité, notamment sur les "plaisirs personnels". Stan l'en dissuade, jusqu'à ce qu'il découvre lui-même ses plaisirs. Roger, lui, devient barman en ouvrant son bar privé dans le grenier...                          |    | |                 |                               |                    |               |          |
| 10 | 3  | Tout sur Steve All About Steve                                                                                | Mike Kim        | Chris McKenna et Matt McKenna | 25 septembre 2005  | 1AJN08        | 7,63     |
| Stan pete un plomb lorsqu'il s'aperçoit que son fils est un véritable geek, et non pas un grand sportif comme il le croyait... |    | |                 |                               |                    |               |          |
| 11 | 4  | Mon père cet escroc - Le vol de l'arnaqueur (L'héritier entubé) Con Heir                                      | Albert Calleros | Steve Hely                    | 2 octobre 2005     | 1AJN11        | 7,43     |
| Stan retrouve son père après la mort de son "faux" père. Il quitte alors la CIA pour travailler avec lui... |    | |                 |                               |                    |               |          |
| 12 | 5  | Stan d'Arabie (Partie 1) Stan of Arabia: Part 1                                                               | Rodney Clouden  | Nahnatchka Khan               | 6 novembre 2005    | 1AJN12        | 7,30     |
| Les Smith sont envoyés en Arabie Saoudite après que Stan ait insulté son patron lors d'un discours... |    | |                 |                               |                    |               |          |
| 13 | 6  | Stan d'Arabie (Partie 2) Stan of Arabia: Part 2                                                               | Anthony Lioi    | Carter Bays et Craig Thomas   | 13 novembre 2005   | 1AJN13        | 7,74     |
| Suite des mésaventures des Smith en Arabie Saoudite... |    | |                 |                               |                    |               |          |
| 14 | 7  | Stanie prend son flingue (Stan prend les armes) Stannie Get Your Gun                                          | John Aoshima    | Brian Boyle                   | 20 novembre 2005   | 1AJN14        | 8,19     |
| Stan devient paraplégique après avoir reçu une balle tirée par Hayley. Il décide de devenir la mascotte de la NGA. Roger se venge de Steve en lui faisant croire qu'il a été adopté...                                                                      |    | |                 |                               |                    |               |          |
| 15 | 8  | Auteur à Succès (Star système ) Star Trek                                                                     | Mike Kim        | Chris McKenna et Matt McKenna | 27 novembre 2005   | 1AJN15        | 8,80     |
| Steve devient une vedette de la littérature en écrivant la vie de Roger l'alien, qui se trouve là une occasion rêvée pour devenir célèbre... |    | |                 |                               |                    |               |          |
| 16 | 9  | Housewifes pas particulièrement desesperates (Beautés pas si désespérés) Not Particularly Desperate Housewife | Brent Woods     | Dan Vebber                    | 18 décembre 2005   | 1AJN16        | 7,84     |
| Francine s'intègre dans le clan des coccinelles en s'inventant une relation cachée tandis que Stan tombe raide dingue d'un petit chien... |    | |                 |                               |                    |               |          |
| 17 | 10 | L'Échange (Quand Roger Stan) Rough Trade                                                                      | Pam Cooke       | David Zuckerman               | 8 janvier 2006     | 1AJN17        | 6,9      |
| Roger et Stan échangent leur vie : Roger devient l'homme de la famille et est employé comme vendeur de voiture, alors que Stan reste devant la télé en picolant...                                                                                          |    | |                 |                               |                    |               |          |
| 18 | 11 | Métamorphoses (Il finance avec les loups) Finances with Wolves                                                | Albert Calleros | Neal Boushell et Sam O'Neal   | 29 janvier 2006    | 1AJN18        | 8,23     |
| Francine ouvre un kiosque pour vendre des muffins. Stan redonne un corps à Klauss pour qu'il puisse lui faire la cuisine en l'absence de Francine... |    | |                 |                               |                    |               |          |
| 19 | 12 | C'est bon d'être la reine It's Good to Be Queen                                                               | Rodney Clouden  | Alison McDonald               | 26 février 2006    | 1AJN19        | 7,70     |
| Steve rencontre un livreur de pizza qui le guidera spirituellement. Stan et Francine se rendent à une réunion d'anciens élèves, Stan étant fier de s'afficher avec l'ex reine du bal...                                                                     |    | |                 |                               |                    |               |          |
| 20 | 13 | Roger et moi Roger 'n' Me                                                                                     | Anthony Lioi    | Rick Wiener et Kenny Schwartz | 23 avril 2006      | 2AJN01        | 7,34     |
| Après une soirée arrosée, Roger connaît tout de Stan à cause d'un "pacte" de meilleurs potes. Hayley et Steve s'associent pour faire rompre un couple qui les intéresse tous les deux...                                                                    |    | |                 |                               |                    |               |          |
| 21 | 14 | Un petit coup de main (Boules et balles) Helping Handis                                                       | Caleb Meurer    | Nahnatchka Khan               | 30 avril 2006      | 2AJN02        | 6,51     |
| Pour rendre plus populaire son fils, Stan lui donne des stéroides. Mais seuls les effets secondaires auront l'effet escompté. Francine devient docteur pour la mafia des handicapés après avoir été ridiculisé par un film sur sa vie qu'a tourné Hayley... |    | |                 |                               |                    |               |          |
| 22 | 15 | Protégez-moi de mes amis (Avec des amis comme Steve) With Friends Like Steve's                                | John Aoshima    | Erik Durbin                   | 7 mai 2006         | 2AJN03        | 6,60     |
| N'ayant plus l'admiration de Steve, Stan considère Barry comme son propre fils... |    | |                 |                               |                    |               |          |
| 23 | 16 | Opération Clooney (Les sanglots d'un Clooney) Tears of a Clooney                                              | Brent Woods     | Chris McKenna et Matt McKenna | 14 mai 2006        | 2AJN04        | 6,86     |
| Stan aide Francine à réaliser son rêve : détruire George Clooney. Roger exploite des enfants orphelins pour sa vigne dans le jardin des Smith, devant Hayley, impuissante car atteinte d'une maladie grave...                                               |    | |                 |                               |                    |               |          |